# Arrack
 Ikke at forveksle med Arak (drik).
Arrack (Arrak) er en alkoholisk drik, som hovedsagelig produceres i Sydasien og Sydøstasien.
Produktet bliver produceret og gæret på udtræk fra blomster fra kokospalmer, sukkerrør, korn eller ris samt frugt, afhængig af produktionsland.